# 商業 (ゴヤ)
『商業』（しょうぎょう、西: El Comercio, 英: The Commerce）は、スペインのロマン主義の巨匠フランシスコ・デ・ゴヤが1804年から1806年に制作した寓意画である。テンペラ画。当時のスペイン宰相であった平和公マヌエル・デ・ゴドイのために制作された4点のトンド作品の1つで、「商業」の寓意として描かれた。現在は海軍省からの寄託によりマドリードのプラド美術館に所蔵されている。また油彩による準備習作がニューヨークの個人コレクションに所蔵されている。

## 制作経緯
1799年10月に首席宮廷画家に任命されたゴヤは、国王カルロス4世と王妃マリア・ルイサ・デ・パルマの寵愛を受けていたマヌエル・デ・ゴドイのために多くの作品を制作した。1792年に宰相に任命されたゴドイは国王夫妻から宮殿を贈られ、1801年から1806年にかけて宮殿の改修を行った。このときゴヤは宮殿内部の正面大階段ホールを装飾するため、本作品ほか3点の円形の寓意画『農業』（La Agricultura）、『工業』（El Industria）、『科学』（La Ciencia）を発注された。これらの寓意画はゴドイが支持した啓蒙主義の理想と、地域経済友好協会の考えを表現しており、国家の発展を促進させる啓蒙主義の政治家として自らをアピールする意図があった。寓意画が設置された正面大階段ホールは訪問者がゴドイに会うために待機した控え室であったため、政治宣伝を行うのに理想的な場所であった。

## 作品

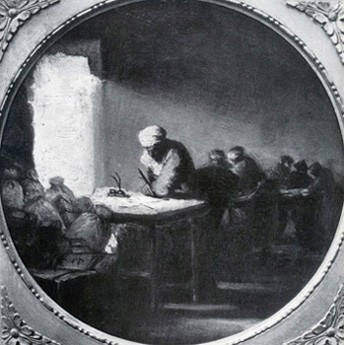
準備習作。1801年から1805年頃。個人蔵。

ゴヤは「商業」の寓意として店内で会計帳簿を確認する2人の東洋風の商人を描いている。商人たちは筆記用具を握り、画面左の窓から差し込む光に照らされた厚板のテーブルに寄りかかりながら仕事をしている。テーブルの上には書類が散らばり、前景の男性の横には包装され縄で縛られた荷物が、テーブルの下には2つの白い袋が置かれている。背景には年配の女性と若い女性が読書しており、最前景には白い鳥が描かれている。この鳥はコウノトリであり、商取引における信頼と誠実さを象徴するトキとして描かれたと考えられている。
当初の構想は最終的なバージョンと大きく異なっていた。最終的なバージョンではより大きなテーブルが画面の中央を占めているが、習作では複数のテーブルが画面の奥に向かって1列に並び、それぞれのテーブルで仕事をする商人たちの姿が描写されていた。また画面中央のターバンを巻いた男性は習作でも主要人物として描かれているが、この段階では前景にもう1人の商人とコウノトリが配置されておらず、代わりに山のように積まれたたくさんの袋が描かれている。この点からゴヤは「商業」の寓意を商人の日常風景として捉えたのちに、寓意的な暗示としてコウノトリを追加したことが分かる。
4点の寓意画の構図はいずれも高い場所に設置されたタペストリーのカルトンと類似点が多く、低い場所から観賞されることを考慮したものになっている。しかし構図は他の寓意画と比較するとより独創的であり、照明で区別したピラミッド型の構想を使用していない。

## 来歴
4点の寓意画は完成すると正面大階段のホールのヴォールトのルネットの上に設置された。『農業』と『商業』はそれぞれホールの北と南の壁、『工業』は階段と向かい合った東の壁、『科学』は西の壁に設置された。寓意画はゴドイの宮殿が海軍省の本部として使用された1807年以降も宮殿内に残り続けた。その後、海軍省は1930年にパセオ・デル・プラドに移転。1932年に同省からプラド美術館に寄託された。このうち『科学』だけは現在失われている。

## ギャラリー
関連するゴヤの寓意画

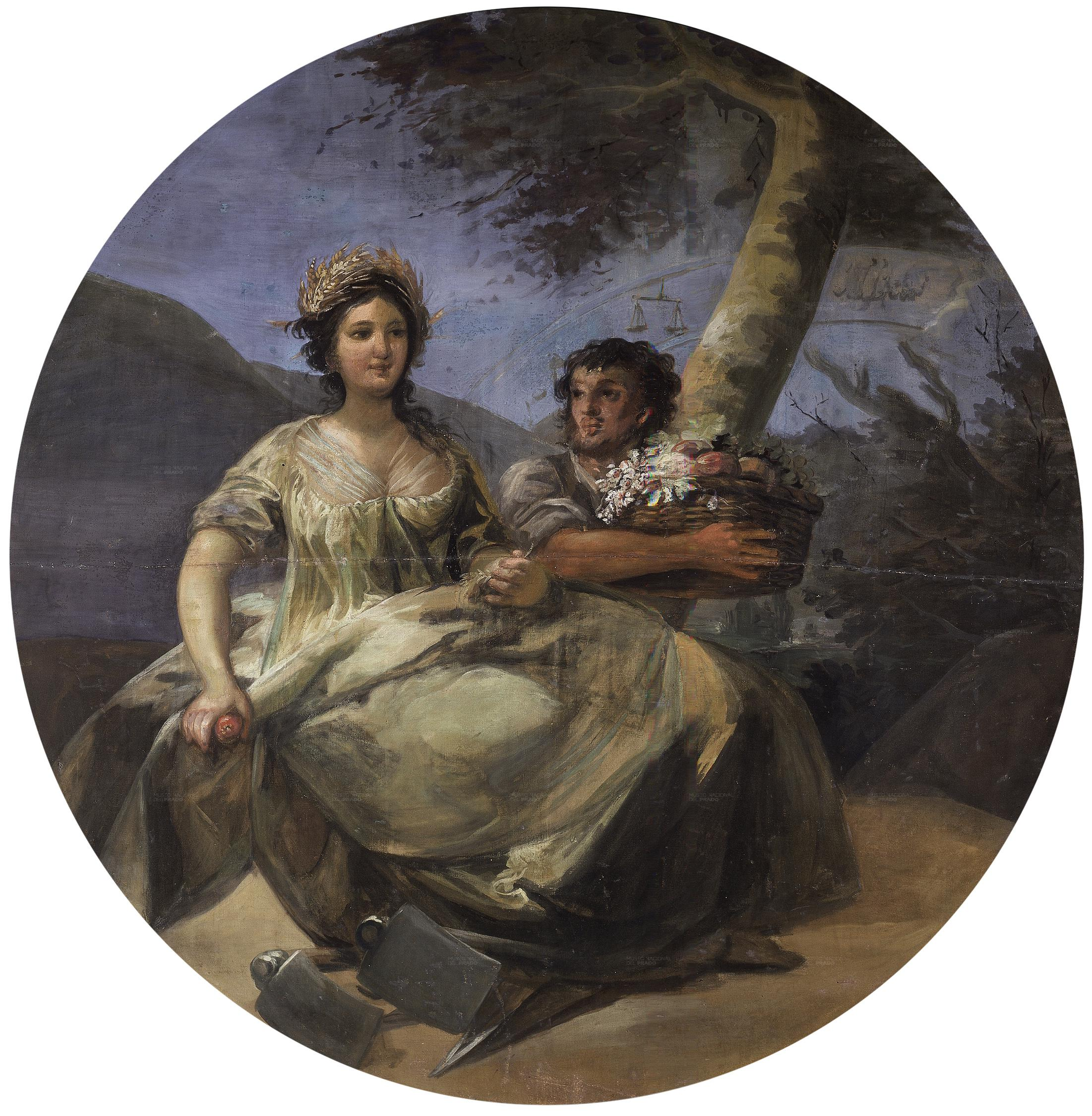
『農業』1804年-1806年 プラド美術館所蔵
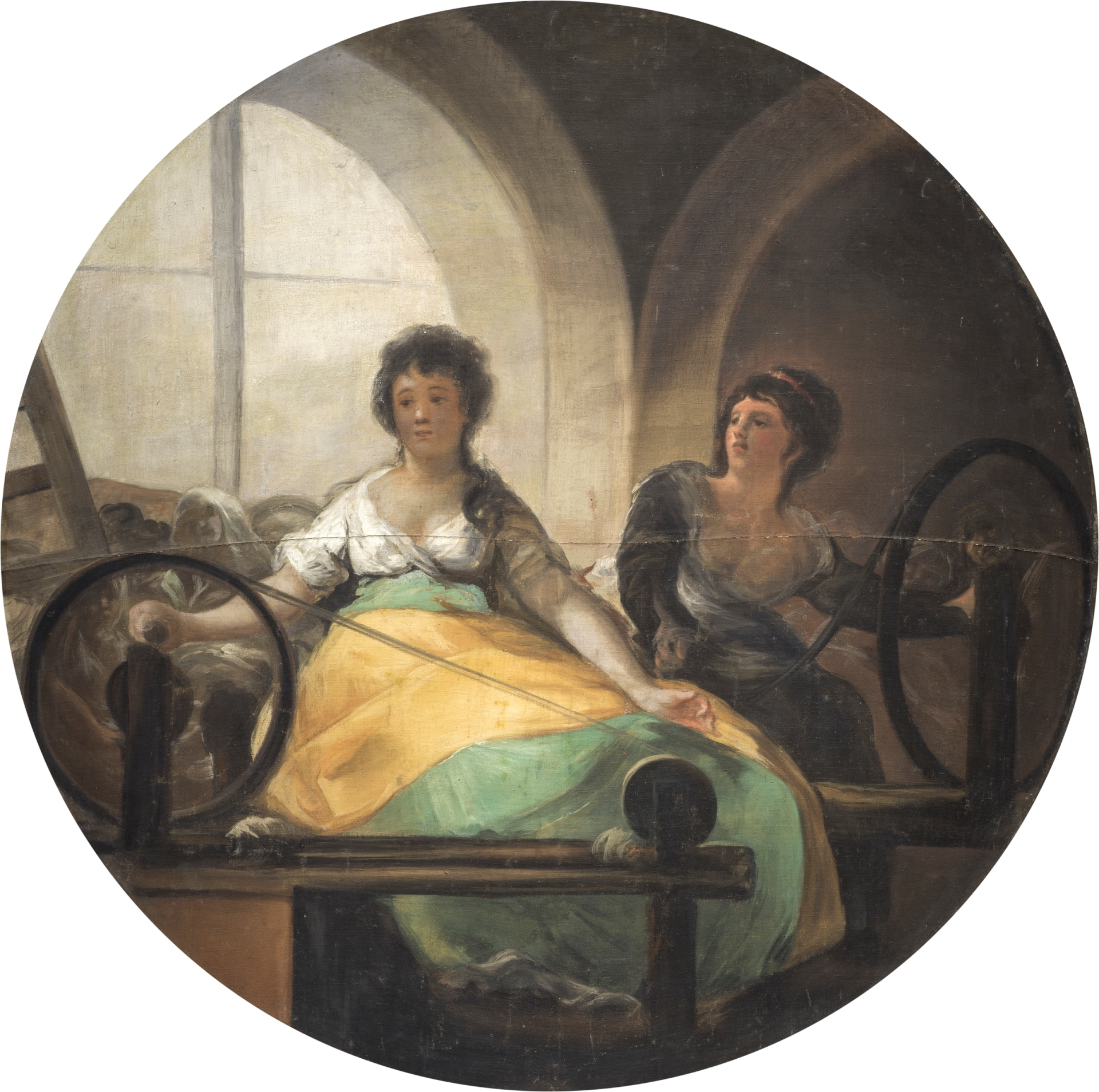
『工業』1804年-1806年 プラド美術館所蔵